# Station Levanger-ziekenhuis
Station Levanger-ziekenhuis) (Noors:Levanger sykehus holdeplass) is een halte in Levanger bij het plaatselijke ziekenhuis. De halte werd geopend in 1995. Hoewel de halte veel werd gebruikt moest deze in 2010 sluiten. 
Volgens de Noorse spoorweginspectie was de halte onveilig. Het perron was te kort zodat treinen te makkelijk deels voorbij het perron stopten waardoor reizigers niet veilig konden in- en uitsappen. Bovendien ligt de halte in een bocht en op maar 600 meter van station Levanger.